# Bulbophyllum undecifilum
Bulbophyllum undecifilum là một loài phong lan thuộc chi Bulbophyllum.